# Landesjagdverband
Ein Landesjagdverband ist eine Untergliederung der Jägerschaften auf Landesebene.

## Deutschland
In Deutschland ist ein Landesjagdverband mit nachgeordneten Kreisjägerschaften damit eine Organisationseinheit im Deutschen Jagdverband. Der Einzugsbereich der Landesjagdverbände sind die jeweiligen Bundesländer. Die Mitgliedschaft ist für die Jäger freiwillig. Der Ökologische Jagdverband und weitere Klein- und Kleinstverbände sind ebenfalls in Landesverbänden organisiert. Ca. 69 % der Jagdscheininhaber in Deutschland sind Mitglied in den jeweiligen Landesjagdverbänden. Die Landesjagdverbände haben jedoch (Stand Jagdjahr 2022/23) einen sehr unterschiedlichen Organisationsgrad.
| Bundesland                                                           | Jagdscheininhaber | LJV-Mitglieder | Organisationsgrad in % |
| Landesjagdverband Baden-Württemberg                                  | 52.587            | 33.456         | 64 %                   |
| Landesjagdverband Bayern – Bayerischer Jagdverband                   | 75.000            | 50.000         | 67 %                   |
| Landesjagdverband Berlin                                             | 4.197             | 1.061          | 25 %                   |
| Landesjagdverband Brandenburg                                        | 13.740            | 9.939          | 72 %                   |
| Landesjägerschaft Bremen                                             | 1.007             | 595            | 59 %                   |
| Landesjagd- und Naturschutzverband der Freien und Hansestadt Hamburg | 2.900             | 2.498          | 86 %                   |
| Landesjagdverband Hessen                                             | 26.000            | 19.503         | 75 %                   |
| Landesjagdverband Mecklenburg-Vorpommern                             | 13.870            | 9.689          | 70 %                   |
| Landesjägerschaft Niedersachsen                                      | 60.000            | 52.319         | 87 %                   |
| Landesjagdverband Nordrhein-Westfalen                                | 97.143            | 64.309         | 66 %                   |
| Landesjagdverband Rheinland-Pfalz                                    | 23.148            | 19.047         | 82 %                   |
| Vereinigung der Jäger des Saarlandes                                 | 5.016             | 3.640          | 73 %                   |
| Landesjagdverband Sachsen                                            | 13.555            | 4.192          | 31 %                   |
| Landesjagdverband Sachsen-Anhalt                                     | 11.500            | 8.787          | 76 %                   |
| Landesjagdverband Schleswig-Holstein                                 | 22.890            | 18.339         | 81 %                   |
| Landesjagdverband Thüringen                                          | 12.592            | 6.980          | 55 %                   |
| gesamt                                                               | 434.370           | 301.596        | 69 %                   |

## Österreich
Nachdem die Jagdbelange in Österreich auf Landesebene geregelt sind, sind auch die Landesjagdverbände die gesetzliche Interessensvertretung der Jägerschaft. Rechtlich sind sie Körperschaft öffentlichen Rechts. Bei Besitz einer Jagdkarte ist man automatisch auch Mitglied des jeweiligen Landesjagdverbandes. Der Vorsitzende ist der Landesjägermeister.
Über die Zentralstelle österreichischer Jagdverbände ist jeder einzelne Landesjagdverband Mitglied der Federation of Associations for Hunting and Conservation of the EU (FACE), des Zusammenschlusses der Verbände für Jagd und Wildtiererhaltung in der Europäischen Union.
Im Burgenland wurde im März 2021 eine Novelle zum Jagdgesetz beschlossen, die ein Ende der Pflichtmitgliedschaft im Landesjagdverband mit 31. Dezember 2022 vorsieht.

## Schweiz
In der Schweiz sind die kantonalen Jagdorganisationen (Mitglieder A, zur Unterscheidung von thematischen Mitgliedsvereinen), die aus regionalgeschichtlichen Gründen verschiedene Bezeichnungen haben, Mitglieder des Dachverbandes JagdSchweiz.